# Plesiomma sepia
Plesiomma sepia är en tvåvingeart som beskrevs av Hull 1962. Plesiomma sepia ingår i släktet Plesiomma och familjen rovflugor. Inga underarter finns listade i Catalogue of Life.